# سام مكندلز
سام مكندلز (بالإنجليزية: Sam McCandless)‏ هو موسيقي أمريكي، ولد في 28 يناير 1978.

## وصلات خارجية
- سام مكندلز على موقع ميوزك برينز (الإنجليزية)
- سام مكندلز على موقع ديسكوغز (الإنجليزية)